# Rozwłókniacz
Rozwłókniacz, pulper – maszyna służąca do wytwarzania masy papierniczej, głównie z makulatury.
Rozwłókniony półprodukt mieszany jest z gorącą wodą i mielony do uzyskania pożądanej konsystencji. Wówczas możliwe jest odfiltrowanie niepapierowych odpadów, które nie zostały usunięte w sortowni. Z tak powstałej masy produkuje się papier makulaturowy i toaletowy, opakowania (tak zwane wytłoczki) na jajka, jednorazowe naczynia sanitarne oraz inne wyroby.
Obecnie najczęściej stosuje się rozwłókniacze wirowe (zwane hydropulperami) i bębnowe.